# Gyraulus crista
Gyraulus crista е вид коремоного от семейство Planorbidae.

## Разпространение
Видът е разпространен в Палеарктика. Обитава постоянни езера и малки реки с бавно течаща вода.